# Jardin des Plantes

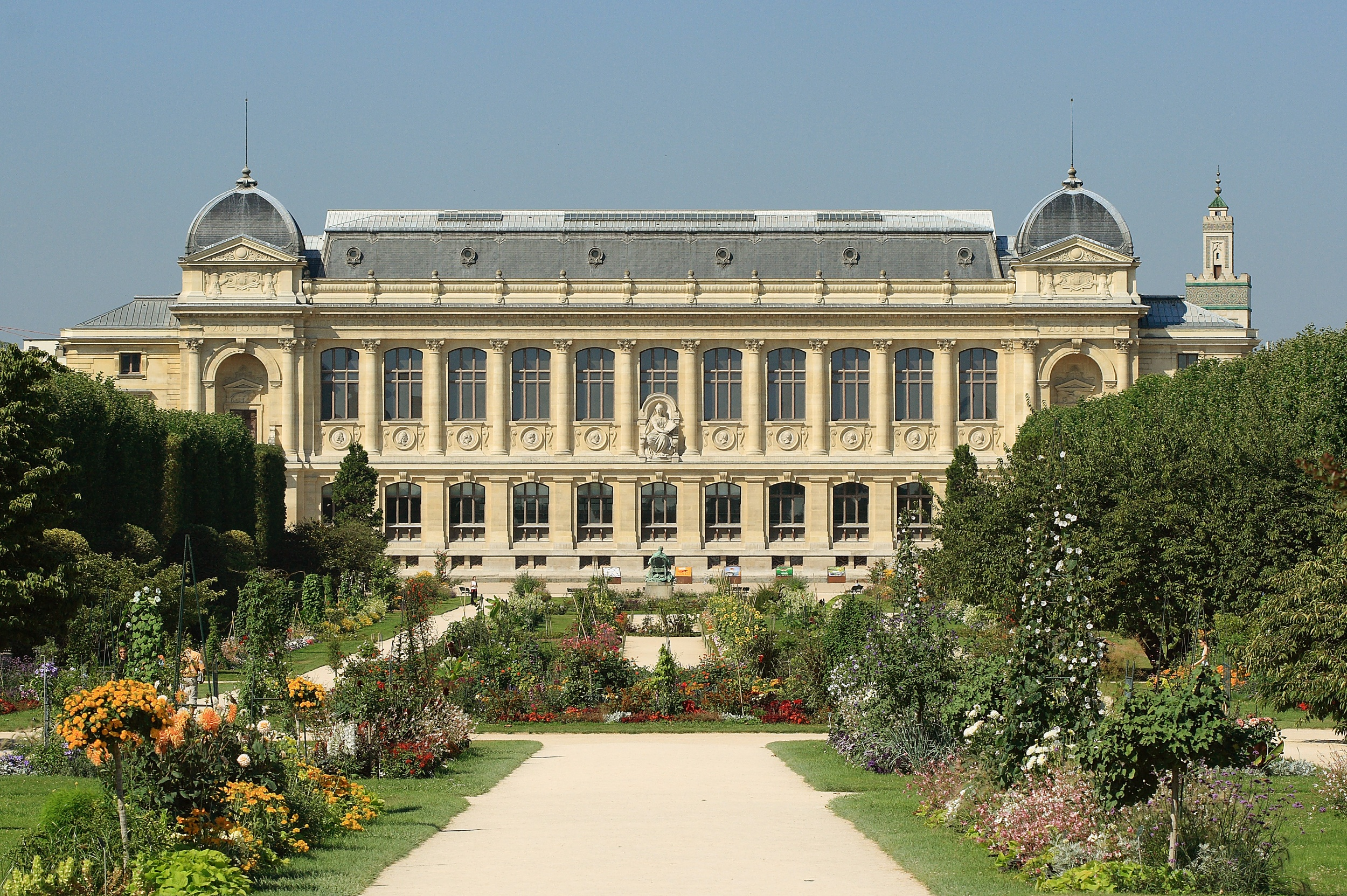
L'esterno della Grande Galerie de l'évolution.

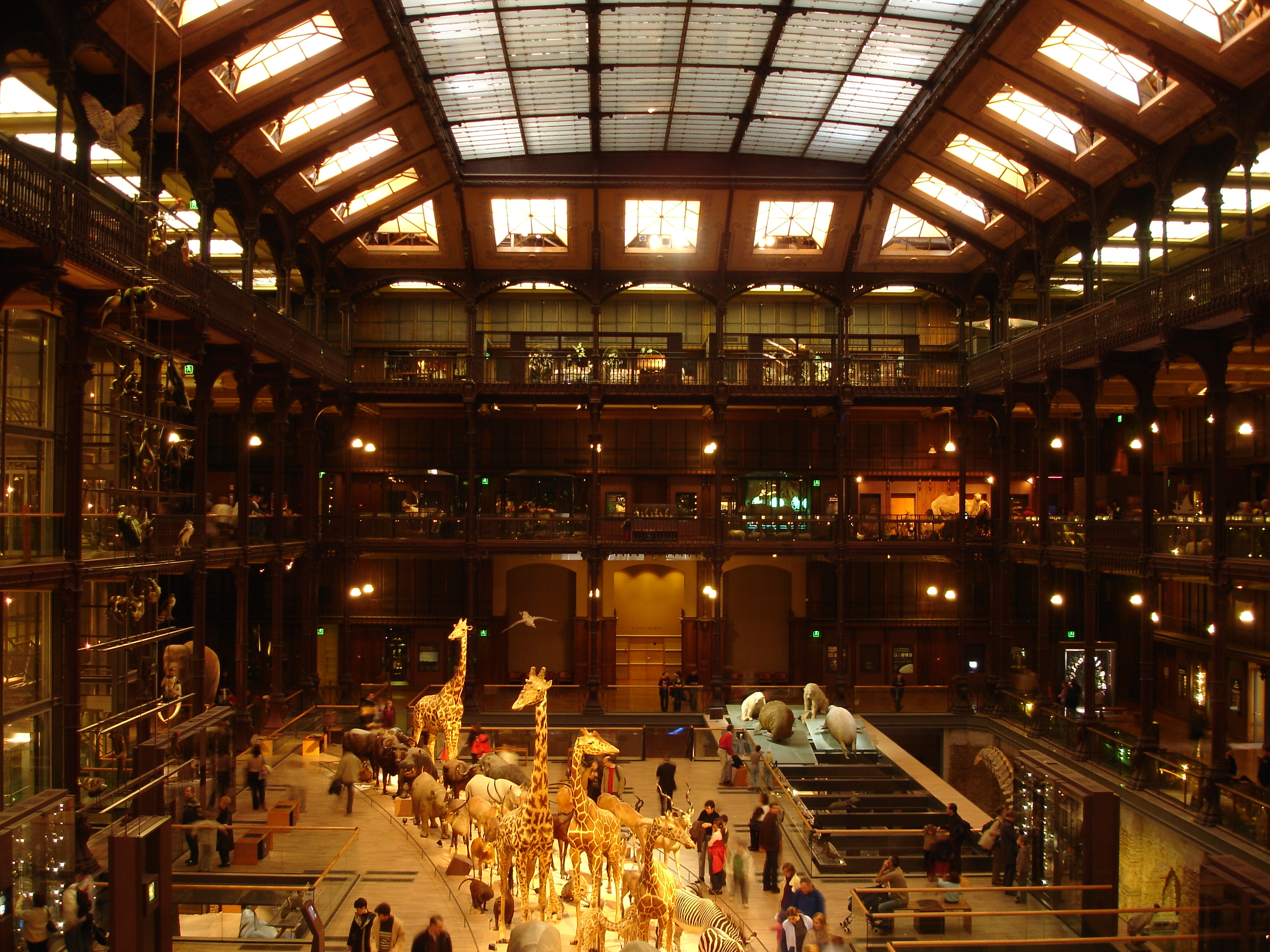
Interno della Grande Galerie de l'évolution.

Il Jardin des Plantes («Orto delle plante») è il principale orto botanico di Francia. Esso è uno dei sette dipartimenti del Muséum national d'histoire naturelle. È ubicato nel V arrondissement di Parigi, sulla Rive Gauche della Senna ed ha una superficie di 28 ettari (280,000 m²).

## Il giardino

Jardin des plantes de Paris

Nel Jardin des Plantes quattro gallerie del Muséum: la Grande Galerie de l'Évolution, il Museo della Mineralogia, il Museo della Paleontologia ed il Museo dell'Entomologia. Vi è inoltre ubicato un piccolo zoo, la Ménagerie du Jardin des Plantes, fondato nel 1795 da Jacques-Henri Bernardin de Saint-Pierre raggruppando gli animali della Royal Menagerie di Versailles.
Il Jardin des Plantes possiede una scuola di botanica, che forma botanici, costruttori di giardini e scambia sementi per mantenere le necessarie diverse biotipicità. Circa 4.500 piante, sistemate per famiglie, sono raggruppate in un ettaro (10.000 m²) di terreno.
Tre ettari sono dedicati all'orticoltura e mostrano delle piante decorative. Esiste anche un giardino alpino con 3.000 specie provenienti da tutto il mondo. Strutture specializzate, come grandi serre Art déco conservano piante esotiche, non native della Francia. Il Rose Garden, creato nel 1990, possiede centinaia di specie di piante di rosa.

## Storia

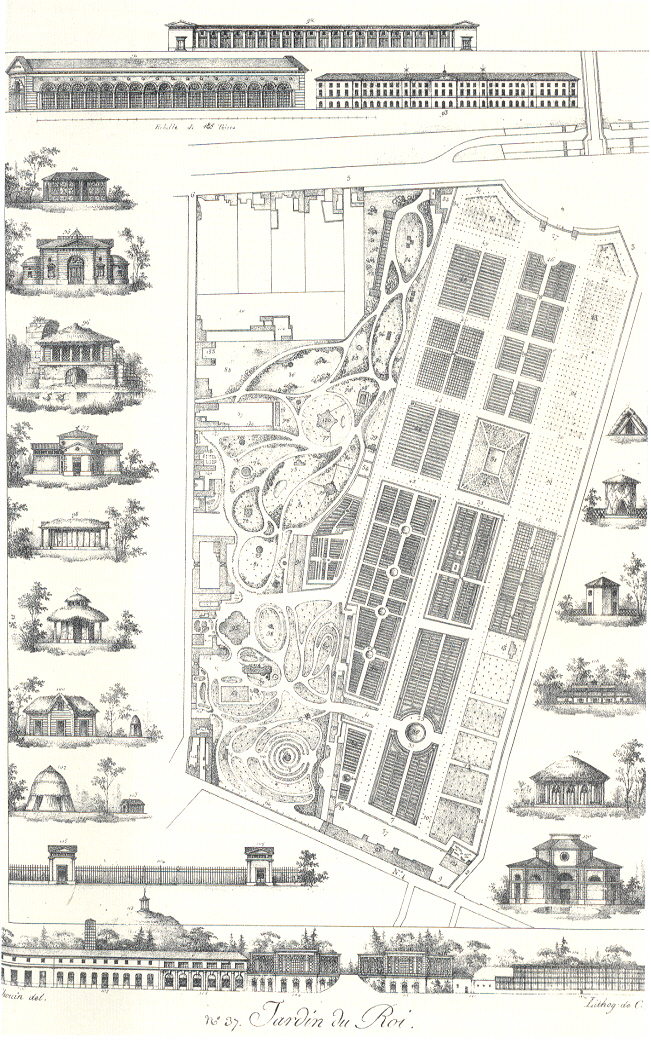
Planimetria del Jardin des Plantes del 1820.

Fondato nel 1626, fu progettato da Guy de La Brosse, medico di Luigi XIII, fino al 1635 come giardino per la coltivazione di erbe medicinali. In origine era noto come Jardin du Roi e solo nel 1640 venne aperto al pubblico.
Dopo un periodo di declino, Jean-Baptiste Colbert prese il controllo sull'amministrazione del giardino e nel 1693 incaricò della gestione Guy-Crescent Fagon, che mise insieme un gruppo di esperti botanici, comprendente Joseph Pitton de Tournefort, Antoine de Jussieu, Antoine-Laurent de Jussieu e suo figlio Adrien-Henri.
Il Conte de Buffon ne divenne il curatore nel 1739 e ampliò notevolmente il giardino, aggiungendo un labirinto ancora presente oggi. Nel 1792 vi venne poi trasferita la Royal Menagerie da Versailles.

## Accessi
- rue Cuvier
- Stazioni del Metro
  - Quai de la Rapée
  - Gare d'Austerlitz
  - Jussieu
  - Censier - Daubenton